# Confucio
Confucio (en chino simplificado y tradicional, 孔夫子; pinyin, Kǒngfuzǐ; Wade-Giles, K'ung-fu-tzu, lit. "Maestro Kong"; Qufu, Lu, 28 de septiembre de 551 a. C.-Lu, 11 de abril de 479 a. C.) fue un reconocido filósofo chino cuya doctrina recibió el nombre de confucianismo. Procedente de una familia noble arruinada, a lo largo de su vida alternó periodos en los que ejerció como maestro con otros en los cuales fue funcionario del pequeño Estado de Lu, trabajó de carpintero en el noreste de China, durante la época de fragmentación del poder bajo la dinastía Zhou o período de las Primaveras y Otoños (770-476 a. C.).
Tras establecerse el Imperio chino en el 221 a. C., su filosofía fue suprimida en favor del legalismo. Sin embargo, dicha filosofía fue abandonada tras la caída de la dinastía Qin y el ascenso de la dinastía Han. Las enseñanzas de Confucio fueron oficializadas durante el reinado del Emperador Wu (141-87 a. C.), estableciéndose como la corriente de pensamiento más popular de los siguientes 2000 años. Confucio es considerado como uno de los pensadores más importantes de la historia de la humanidad debido al gran impacto que ha tenido su filosofía tanto en China como en el mundo.

## Etimología
El nombre habitual de Confucio en chino mandarín es Kǒngzǐ, literalmente «Maestro Kong», aunque muchas veces se escribe «K'ung Fu Tse» (sistema Wade-Giles). Una variante de este nombre, poco habitual actualmente, es Kǒng Fūzǐ, de la que se deriva el nombre tradicional en español —a partir de la forma latinizada Confucius— que le dieron los misioneros jesuitas. En época de Confucio la lengua coloquial del estado de Lu era el chino antiguo, que sonaba bastante diferente del moderno chino estándar, usando la reconstrucción de Baxter y Saggart el apelativo 孔子 se ha reconstruido fonológicamente como /*kʰˤoŋʔ tsəʔ/, aunque Bernhard Karlgren lo había reconstruido previamente como /*kʰuŋ tsjɛg/.

## Biografía

### Juventud
Se cree que Confucio nació el 28 de septiembre de 551 a. C. en Zou (鄒, en la moderna provincia de Shandong). El área estaba teóricamente controlada por los reyes de Zhou, pero era efectivamente independiente bajo los señores locales de Lu, que gobernaban desde la cercana ciudad de Qufu. Su padre Kong He (o Shuliang He) era un comandante anciano de la guarnición local de Lu. Su ascendencia se remonta a los duques de Song hasta la dinastía Shang, que había precedido a los Zhou. Los relatos tradicionales de la vida de Confucio relatan que el abuelo de Kong He había migrado a la familia de Song a Lu.
Kong murió cuando Confucio tenía tres años, por lo que fue criado por su madre Yan Zhengzai (顏 徵 在) en la pobreza. Su madre moriría más tarde cuando tenía menos de 40 años. A los 19 años se casó con Qiguan (亓 官), y un año después la pareja tuvo su primer hijo, su hijo Kong Li (孔 鯉). Qiguan y Confucio más tarde tendrían dos hijas juntos, una de las cuales se cree que murió cuando era niña. Confucio fue educado en escuelas para plebeyos, donde estudió y aprendió las Seis Artes.
Confucio nació en la clase de shi (士), entre la aristocracia y la gente común. Se dice que trabajó en varios puestos gubernamentales cuando tenía poco más de 20 años, y como contable y cuidador de ovejas y caballos, utilizando las ganancias para darle a su madre un entierro adecuado. Cuando murió su madre, se dice que Confucio, a los 23 años, estuvo de luto durante tres años, como era la tradición.

### Carrera política
En la época de Confucio, el estado de Lu estaba encabezado por una casa ducal gobernante. Bajo el duque había tres familias aristocráticas, cuyos jefes llevaban el título de vizconde y ocupaban puestos hereditarios en la burocracia Lu. La familia Ji ocupaba el cargo de "Ministro de las Masas", que también era el "Primer Ministro"; la familia Meng ocupó el cargo de "Ministro de Obras"; y la familia Shu ocupó el cargo de "Ministro de Guerra". En el invierno de 505 a. C., Yang Hu, un sirviente de la familia Ji, se rebeló y tomó el poder de dicha familia. Sin embargo, en el verano de 501 a. C., las tres familias hereditarias habían logrado expulsar a Yang Hu de Lu. Para entonces, Confucio se había ganado una reputación considerable a través de sus enseñanzas, mientras que las familias llegaron a ver el valor de la conducta adecuada y la rectitud para poder lograr la lealtad a un gobierno legítimo. Así, ese año (501 a. C.), Confucio llegó a ser designado para el cargo menor de gobernador de una ciudad. Finalmente, ascendió al cargo de Ministro de Crimen.
Confucio deseaba devolver la autoridad del estado al duque desmantelando las fortificaciones de la ciudad, fortalezas pertenecientes a las tres familias. De esta manera, podría establecer un gobierno centralizado. Sin embargo, Confucio se basó únicamente en la diplomacia ya que él mismo no tenía autoridad militar. En 500 a. C., Hou Fan, el gobernador de Hou, se rebeló contra su señor de la familia Shu. Aunque las familias Meng y Shu sitiaron sin éxito a Hou, un oficial leal se levantó con la gente de la región y obligó a Hou Fan a huir al estado de Qi. La situación pudo haber sido favorable para Confucio ya que esto probablemente hizo posible que este y sus discípulos convencieran a las familias aristocráticas de desmantelar las fortificaciones de sus ciudades. Finalmente, después de un año y medio, Confucio y sus pupilos consiguieron que la familia Shu arrasara los muros de Hou, que la familia Ji derribara los de Bi y la familia Meng los de Cheng. Primero, la familia Shu dirigió un ejército hacia su ciudad, Hou, y derribó sus muros en 498 a. C.

#### Revuelta de Gongshan
Poco después, Gongshan Furao (también conocido como Gongshan Buniu), un sirviente de la familia Ji, se rebeló y tomó el control de las fuerzas en Bi. Inmediatamente lanzó un ataque y entró en la capital Lu. Antes, Gongshan se había acercado a Confucio para que se uniera a él, lo que Confucio consideró como la oportunidad de poner en práctica sus principios, pero al final renunció a la idea. Confucio desaprobó el uso de una revolución violenta por principio, a pesar de que la familia Ji dominó el estado Lu por la fuerza durante generaciones y había exiliado al duque anterior.
Durante la revuelta de Gongshan, Zhong You había logrado mantener juntos al duque y los tres vizcondes en la corte. Zhong You era uno de los discípulos de Confucio, que había dispuesto que la familia Ji le diera el puesto de gobernador. Cuando Confucio se enteró de la incursión, solicitó que el vizconde Ji Huan permitiera que el duque y su corte se retiraran a una fortaleza en los terrenos de su palacio. A partir de entonces, los jefes de las tres familias y el duque se retiraron al complejo del palacio de Ji y ascendieron a la Terraza Wuzi. Confucio ordenó a dos oficiales que encabezaran un asalto contra los rebeldes. Al menos uno de los dos oficiales era un sirviente de la familia Ji, pero no pudieron rechazar las órdenes mientras estaban en presencia del duque, los vizcondes y el tribunal. Los rebeldes fueron perseguidos y derrotados en Gu. Inmediatamente después de que la revuelta fue derrotada, la familia Ji arrasó con las murallas de la ciudad Bi.
Los atacantes se retiraron después de darse cuenta de que tendrían que volverse rebeldes contra el estado y su señor. A través de las acciones de Confucio, los funcionarios de Bi se habían rebelado inadvertidamente contra su propio señor, lo que obligó al vizconde Ji Huan a desmantelar los muros de Bi (ya que podría haber albergado a tales rebeldes) o confesar haber instigado el evento yendo en contra de la conducta adecuada y la justicia como funcionario. Dubs sugiere que el incidente sacó a la luz la previsión, la capacidad política práctica y la comprensión del carácter humano de Confucio.
Cuando llegó el momento de desmantelar las murallas de la familia Meng, el gobernador se mostró reacio a que se derribaran y convenció al jefe de la familia de que no lo hiciera. El Zuo Zhuan recuerda que el gobernador desaconsejó derribar los muros porque dijo que eso hacía a Cheng vulnerable al estado Qi y causaría la destrucción de su familia. A pesar de que el vizconde Meng Yi dio su palabra de no interferir, se retractó de su promesa anterior de desmantelar las paredes.

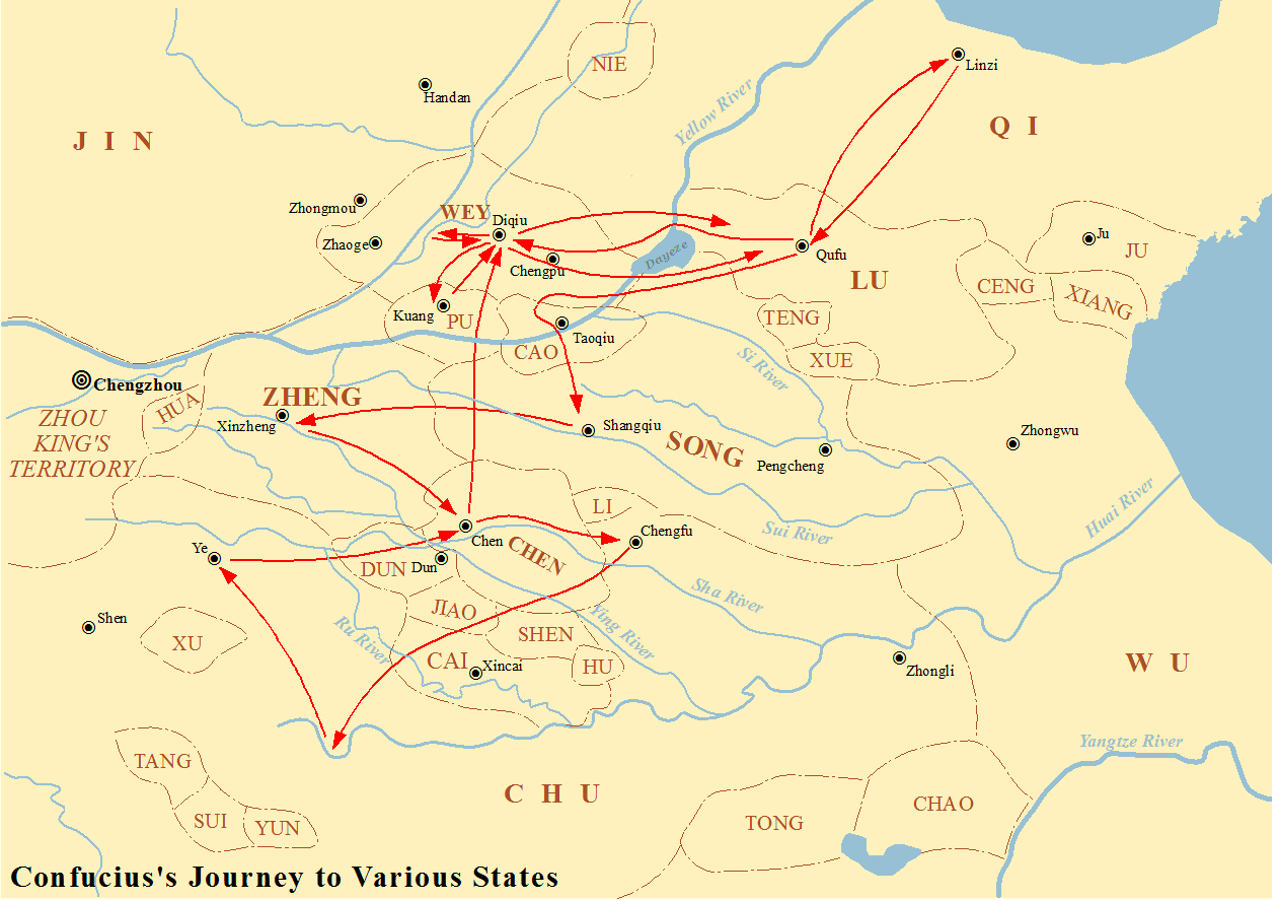
Ruta de Confucio por diferentes estados en su exilio entre el 497 y el

Más tarde, en el 498 a. C., el duque Ding fue personalmente con un ejército a sitiar Cheng en un intento de arrasar sus muros, pero no tuvo éxito. Por lo tanto, Confucio no pudo lograr las reformas idealistas que quería, incluida la restauración del gobierno legítimo del duque. Se había ganado poderosos enemigos dentro del estado, especialmente con el vizconde Ji Huan, debido a sus éxitos hasta ahora. Según relatos en Zuo Zhuan y Shiji, Confucio abandonó su tierra natal en el 497 a. C. después de su apoyo al intento fallido de desmantelar las murallas de la ciudad fortificada de las poderosas familias Ji, Meng y Shu. Abandonó el estado de Lu sin renunciar, permaneciendo en el autoexilio y sin poder regresar mientras el vizconde Ji Huan estuviera vivo.

### Regreso tras el exilio

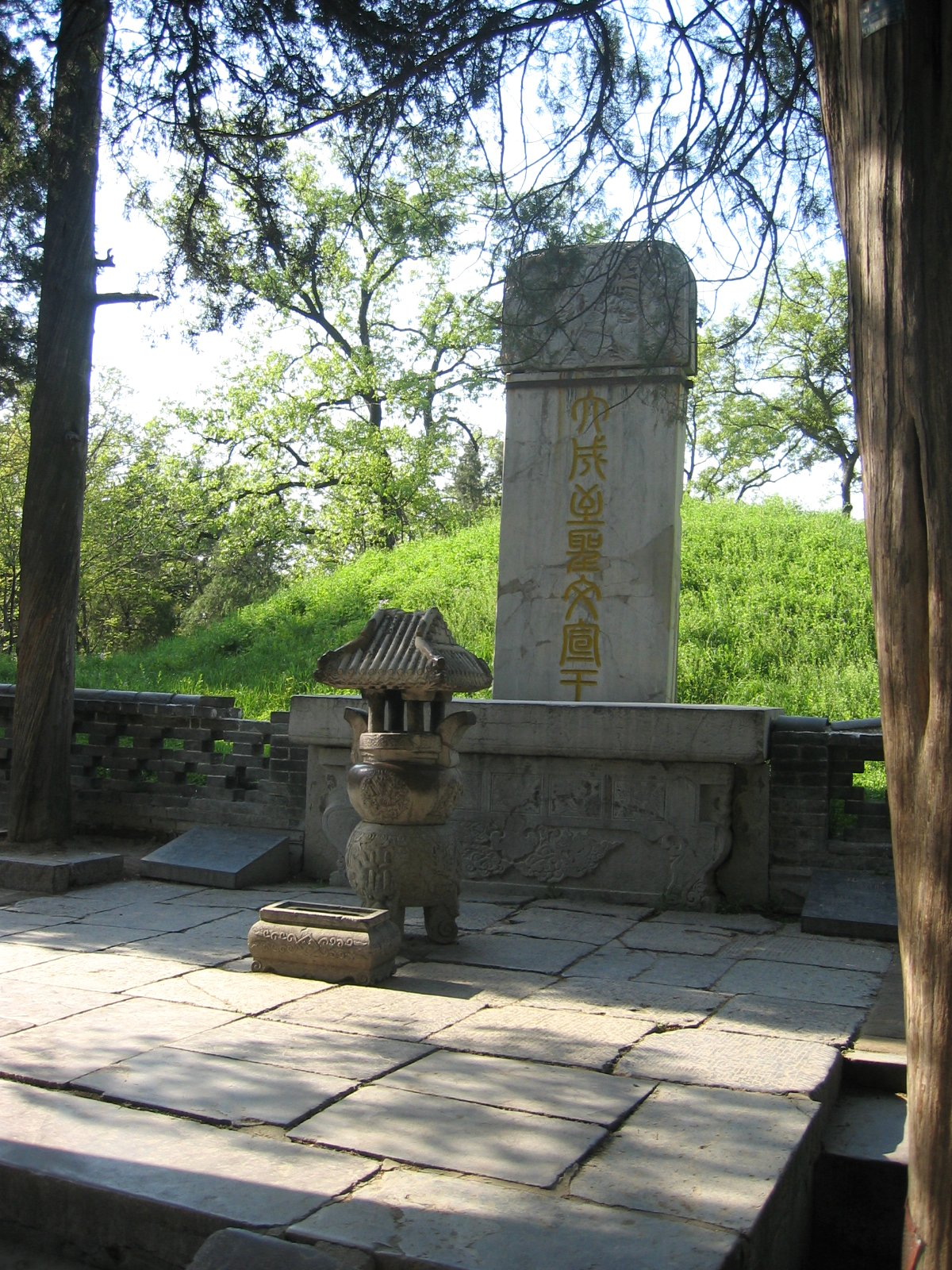
Tumba de Confucio en el cementerio de Kong Lin, Qufu, Shandong.

Según el Zuo Zhuan, Confucio regresó a su natal Lu cuando tenía 68 años, después de que Ji Kangzi, el primer ministro de Lu, lo invitara a hacerlo. Las Analectas lo representan pasando sus últimos años enseñando a 72 o 77 discípulos y transmitiendo la vieja sabiduría a través de un conjunto de textos llamados los Cinco Clásicos.
Durante su regreso, Confucio a veces actuó como asesor de varios funcionarios del gobierno en Lu, incluido Ji Kangzi, en asuntos que incluían la gobernanza y el crimen. Abrumado por la pérdida tanto de su hijo como de sus discípulos favoritos, murió a la edad de 71 o 72 años por causas naturales. Confucio fue enterrado en el cementerio de Kong Lin, que se encuentra en la parte histórica de Qufu en la provincia de Shandong.

## Filosofía
La esencia de sus enseñanzas se centra en la buena conducta en la vida, el buen gobierno del Estado (caridad, justicia y respeto a la jerarquía), el cuidado de la tradición, el estudio y la meditación. Las máximas virtudes son: la tolerancia, la bondad, la benevolencia, el amor al prójimo y el respeto a los mayores y antepasados. Si el príncipe es virtuoso, los súbditos imitarán su ejemplo, siguiendo el modelo gobernante/súbdito, padre/hijo, etcétera. Una sociedad próspera solo se conseguirá si se mantienen estas relaciones en plena armonía. La base de la doctrina confuciana es recuperar a los antiguos sabios de la cultura china e influir en las costumbres del pueblo.
El maestro Kong fue el primero que reunió a un grupo de discípulos provenientes de distintos principados para formarlos adecuadamente en el buen gobierno. Junto con las medidas a tomar que ya había formulado en su época de joven funcionario, propuso llevar a la práctica sus ideas basándose en el respeto de las Tres Dinastías y recuperar la política del duque de Tcheu. Confucio confiaba en que un príncipe siguiera sus indicaciones. De este modo, al final de un ciclo de doce meses, se habría logrado algún resultado; en tres años, su proyecto social se habría consumado a la perfección. Se puede resumir la doctrina confuciana en una serie de mandatos que deberían ser los principales deberes de todo hombre de gobierno:
1. Amar al pueblo, renovarlo moralmente y procurarle los medios necesarios para la vida cotidiana.
2. Por este motivo, debe servirse en primer término con soberano respeto a Aquel que es el Primer Dominador.
3. Cultivar la virtud personal y tender sin cesar a la perfección.
4. En la vida privada como en la pública, observar siempre el sendero superior del «Justo Medio».
5. Tener en cuenta las dos clases de inclinación propias del hombre: unas proceden de la carne y son peligrosas; las otras pertenecen a la razón y son muy sutiles y fáciles de perder.
6. Practicar los deberes de las cinco relaciones sociales (explicadas más abajo).
7. Tener por objeto final la paz universal y la armonía general.

En el poco legado escrito que dejó, las Analectas, una colección de conversaciones con sus discípulos, se puede observar que basaba toda su filosofía moral en una enseñanza central: el ren (jen), que es la virtud de la humanidad y a su vez está basada en la benevolencia, la lealtad, el respeto y la reciprocidad. Estos valores son imprescindibles en las relaciones humanas, que Confucio describió:
1. Entre gobernador y ministro.
2. Entre padre e hijo.
3. Entre marido y mujer.
4. Entre hermano mayor y hermano menor.
5. Entre esclavos y dueño.

Estas relaciones tienen, además, una característica principal: el superior tiene la obligación de protección y el inferior, de lealtad y respeto. En último término, todas las personas están sujetas a la voluntad del Cielo (tiamchi; t’ien-chih), que es la realidad primera, la fuente máxima de moralidad y de orden. No es el tema de especulación, pero en cierto modo está relacionado mediante el ritual. En algunos textos es sinónimo de Shang-ti, el señor supremo. El Emperador gobernaba por mandato del Cielo.
Según Confucio, además del ren y las relaciones adecuadas, son precisos los rituales y el sacrificio regular. El culto al Cielo requería del Emperador, en tanto que «hijo del Cielo», que realizase un sacrificio animal al año en el templo del Cielo de Pekín. También se ofrecían sacrificios a la tierra, al sol, a la luna y a los antepasados imperiales. No obstante, todo lo que Confucio quiso llevar a cabo no era nuevo, sino que correspondía, como él mismo confesaba, a lo ya dicho por una larga tradición de sabios. Sus ideas estaban basadas en una herencia espiritual que la escuela de los ru o letrados, y más concretamente el mismo Confucio, habían compilado y sistematizado de forma sublime. 
También se atribuyen a Confucio los «Cinco Clásicos», que aparecieron con posterioridad a la muerte del maestro. Tras ésta, su obra y su vida se convirtieron en objeto de culto y generaron todo un paradigma en torno a sus enseñanzas, las cuales alcanzan nuestros días.

## Descendencia
La familia de Confucio, los Kong, es la más extensa y antigua de todo el mundo, con más de dos millones de descendientes registrados hasta la fecha. Su árbol genealógico completo, incluyendo ramas alternas y descendientes femeninos, abarca hasta 83 generaciones. Para verificar la veracidad de la línea de sucesión, el gobierno de la República Popular China llevó a cabo un proyecto científico en el que se analizaría el ADN de las distintas ramas de la familia de Confucio. Sin embargo, se prefirió no llevarlo a cabo debido a la enorme importancia cultural de Confucio y su familia.
Los descendientes de Confucio han sido condecorados desde la era de la dinastía Han, recibiendo diferentes títulos nobiliarios a lo largo de la historia. El primero de estos fue Kong Ba (孔霸), de la décimo-tercera generación. En 1055, durante el reinado del Emperador Renzong de Song, se creó el título de "Duque Yansheng", ostentado por primera vez por Kong Zongyuan (孔宗願), de la generación N.º 46. Sus descendientes continuaron usando este título hasta su abolición por el gobierno nacionalista en 1935, tras lo cual fue reemplazado por el título honorífico de "Oficial de sacrificio a Confucio", el cual continúa existiendo en la República de China (en la Isla de Taiwán). Kung Tsui-chang (孔垂長), de la generación N.º 79, es el portador del título desde el año 2008.